# Fritz Raab (Flugzeugkonstrukteur)
Fritz Raab (* 25. Januar 1909 in Riedering; † 12. Oktober 1989 in Unterföhring) war ein deutscher Segelflugzeug-Konstrukteur, dessen Konstruktionen im Amateurbaubereich hohes Ansehen fanden.

## Leben
Erst im Alter von 17 Jahren begann Fritz Raab 1926 mit dem Flugmodellbau. Mit 21 Jahren trat er einem Segelflugverein bei und absolvierte 1931 den Segelflug-Grundschein. Seinen ersten Eigenbau stellte Fritz Raab 1935 in Oberpfaffenhofen mit dem Übungseinsitzer Raab R 2 fertig. Das Flugzeug war für Flugkapitän Hans Hoch bestimmt und wurde auf den Namen „Kapitän Hoch“ getauft. Als Gewerbelehrer in Greven baute Raab vor dem Krieg mit seinen Schülern einfache Schulgleiter, wie den SG 38. Raab beschäftigte sich während seiner Gewerbelehrerzeit mit Leichtbaukonstruktionen für den Segelflug. Während des Kriegs wurde Fritz Raab Technischer Leiter der Segelflugerprobungsstelle in Trebbin-Schönhagen bei Berlin. Nach dem Krieg ging Raab nach München und wurde dort Leiter einer technischen Gewerbeschule.
Nach der Freigabe des Segelflugs in der jungen Bundesrepublik Deutschland begann Fritz Raab mit der Konstruktion eines zweisitzigen Segelflugtrainers als alternative Schulungsmaschine zu den einsitzigen Schulgleitern. Bei der Konstruktion ging Raab von einem Grunau Baby aus, bei der er hinter dem Pilotensitz einen zweiten, nach oben versetzten Sitz für den Fluglehrer anordnete. Raab baute den Prototyp der Raab Doppelraab 1950 beim Aeroclub Dachau. Der Erstflug erfolgte am 5. August 1951 anlässlich des Rhöntreffens auf der Wasserkuppe. Bei der Auslegung bemühte sich Raab um einfache Strukturen, die auch in einer kleineren Werkstatt nachgebaut werden konnten. Raab gab die Pläne seiner „Doppelraab“ zum Nachbau an Luftsportvereine ab. In Kirchheim erwarb Wolf Hirth später für Schempp-Hirth Nachbaulizenzen für 300 Maschinen. Auf Grund der niedrigen Herstell- und Beschaffungskosten und der guten Flugeigenschaften entwickelte sich die Raab Doppelraab zu einem der erfolgreichsten Segelflugtrainer in der frühen Bundesrepublik Deutschland.
Ab 1954 arbeitete Fritz Raab mit Alfons Pützer an einer motorisierten Version des Doppelraab unter der Bezeichnung Pützer Motorraab, die im Mai 1955 den vermutlich ersten offiziellen Motorflug eines deutschen Flugzeugs nach dem Zweiten Weltkrieg absolvierte. Aus der Motorraab leiteten Pützer und Raab 1957 die Pützer Elster ab, die zur Erstausstattung der Sportfluggruppen der Bundeswehr gehörte. Ebenfalls 1957 entwickelten Pützer und Raab den Versuchsträger Pützer Dohle für Walter Horten, in dem dieser einen Fernwellenantrieb von Karl Lürenbaum erprobte.
Nach Abschluss der Elster-Entwicklung trennten sich 1958 die Wege von Alfons Pützer und Fritz Raab. Bereits 1957 hatte Fritz Raab die Pläne für einen eigenen Motorsegler unter der Bezeichnung „Raab Krähe“ ausgearbeitet. Die Krähe wurde später beim Rock Segelflugzeugbau in Serie gebaut.
Fritz Raab starb am 10. Oktober 1989 in München.

## Flugzeug-Entwicklungen von und mit Fritz Raab
- Raab R 2 – einsitziges Segelflugzeug von 1935, Einzelstück
- Raab Doppelraab – zweisitziges Schulungs-Segelflugzeug von 1950, ca. 500 Stück im Eigenbau und bei Schempp-Hirth
- Pützer Motorraab – motorisierte Doppelraab von 1955, 4 Stück bei Alfons Pützer KG
- Pützer Dohle – motorisierte Doppelraab als Motorsegler mit Druckpropeller von 1957, Einzelstück für Walter Horten
- Pützer Elster – zweisitzige Motorreise-Maschine, 46 Stück bei der Alfons Pützer KG
- Raab Krähe – Motorsegler von 1957, Lizenzbau bei Rock Segelflugzeugbau